# Fougerolles, Indre
Fougerolles là một xã ở tỉnh Indre khu vực trung bộ Pháp. Xã này có diện tích 17,17 km², dân số thời điểm năm 1999 là 287 người. Khu vực này có độ cao trung bình 250 mét trên mực nước biển.